# Hilara barbipes
Hilara barbipes är en tvåvingeart som beskrevs av Frey 1908. Hilara barbipes ingår i släktet Hilara och familjen dansflugor. Arten är reproducerande i Sverige. Inga underarter finns listade i Catalogue of Life.